# Pierre de Sève
Pierre de Sève est un noble français né à Lyon en 1602 et mort dans la même ville en 1662. Prévôt des marchands de Lyon entre 1621 et 1623, il est propriétaire du château de Fléchères (Ain) et commanditaire en 1637 d'une des chapelles de la chapelle de l'Hôtel-Dieu de Lyon.
Pierre de Sève (ou Pierre Sève), dit le Puiné (1628-1695), est également le nom d'un peintre français.

## Biographie
En date du 12 juillet 1637, il prend à sa charge l'édification de la première chapelle de la chapelle de l'Hôtel-Dieu de Lyon, située au Nord. La clef de l'arc séparant nef et chapelle est surmonté d'un cuir découpé de style rococo, feuillagé et portant les armes de Pierre de Sève.

## Armoiries
Les armes de Pierre de Sève se blasonnent « Fascé d'or et de sable de six pièces, à la bordure contre componée de même. »

## Sources
- Suzanne Marchand, Dominique Bertin, Maria-Gabriella De Monte, Nathalie Mathian, Didier Repellin, La chapelle de l'Hôtel-Dieu de Lyon. Carnet d'une restauration, éditions lyonnaises d'art et d'histoire, Hospices civils de Lyon, 2014

1. ↑  p. 18